# Pázmánd
Pázmánd è un comune dell'Ungheria di 2.015 abitanti (dati 2001). È situato nella contea di Fejér.